# 타인타오
타인타오(Thanh Thảo, 1977년 3월 8일 ~ )는 베트남의 가수이다.